# Снукерный сезон 2006/2007
Снукерный сезон 2006/2007 — серия профессиональных снукерных турниров с 2006 по 2007 год. Ниже представлена таблица с полным расписанием соревнований. В этом сезоне впервые выиграл рейтинговый турнир представитель Австралии — Нил Робертсон.

## Результаты
| Дата                    | Турнир                    | Место                     | Победитель       | Финалист         | Счёт         |
| 13 — 20 августа         | Трофей Северной Ирландии  | Белфаст                   | Дин Цзюньхуэй    | Ронни О'Салливан | 9:6          |
| 2 сентября              | Pot Black Cup             | Лондон                    | Марк Уильямс     | Джон Хиггинс     | 1:0 (119-13) |
| 14 сентября — 3 декабря | Премьер-лига              | Большой Манчестер (финал) | Ронни О'Салливан | Джимми Уайт      | 7:0          |
| 21 — 29 октября         | Гран-при                  | Абердин                   | Нил Робертсон    | Джейми Коуп      | 9:5          |
| 4 — 17 декабря          | Чемпионат Великобритании  | Йорк                      | Питер Эбдон      | Стивен Хендри    | 10:6         |
| 14 — 21 января          | Мастерс                   | Лондон                    | Ронни О'Салливан | Дин Цзюньхуэй    | 10:3         |
| 29 января — 4 февраля   | Кубок Мальты              | Портомасо                 | Шон Мёрфи        | Райан Дэй        | 9:4          |
| 12 — 18 февраля         | Открытый чемпионат Уэльса | Ньюпорт                   | Нил Робертсон    | Эндрю Хиггинсон  | 9:8          |
| 9 — 11 марта            | Irish Masters             | Килкенни                  | Ронни О'Салливан | Барри Хокинс     | 9:1          |
| 25 марта — 1 апреля     | Открытый чемпионат Китая  | Пекин                     | Грэм Дотт        | Джейми Коуп      | 9:5          |
| 21 апреля — 7 мая       | Чемпионат мира            | Шеффилд                   | Джон Хиггинс     | Марк Селби       | 18:13        |